# Stazione di Beinette
La stazione di Beinette è una fermata ferroviaria posta sulla linea Cuneo-Mondovì. Serve il centro abitato di Beinette.

## Strutture e impianti
La fermata, posta alla progressiva chilometrica 7+813 fra la fermata di Margarita e la stazione di Cuneo Gesso, conta un unico binario servito da marciapiede.

## Movimento
Dal 17 giugno 2012 l’intera linea Mondovì-Cuneo, e con essa anche la fermata di Beinette, è priva di traffico.